# Eva Weber (Politikerin)

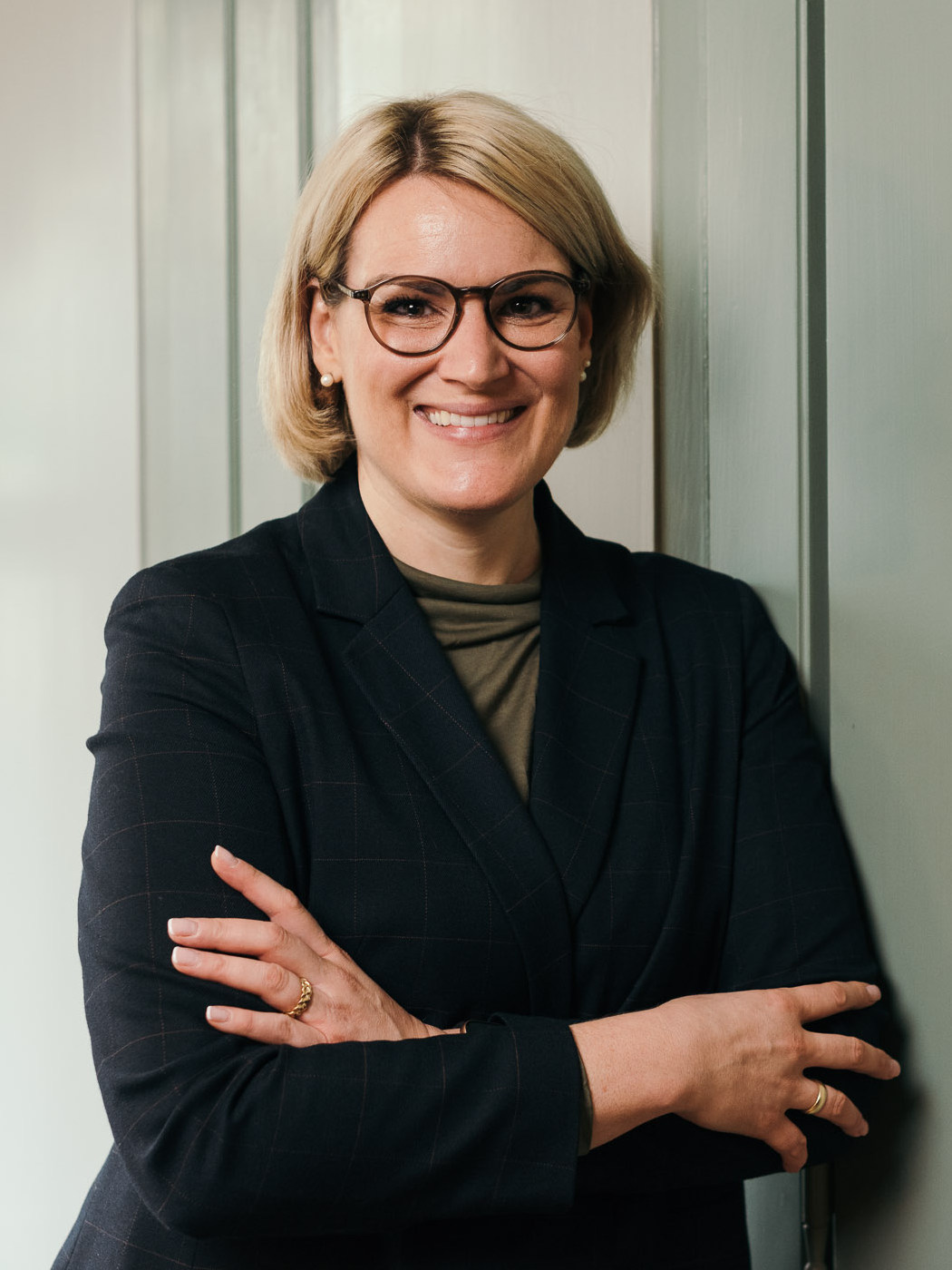
Eva Weber (2020)

Eva Weber (* 31. Mai 1977 in Wangen im Allgäu als Eva Zeller) ist eine deutsche Politikerin (CSU). Seit 1. Mai 2020 ist sie die erste Oberbürgermeisterin in der Geschichte von Augsburg.

## Leben
Eva Weber verbrachte ihre Kindheit in ihrem Heimatort Burgberg im Allgäu. 1996 machte sie ihr Abitur am Gymnasium Sonthofen. Sie ist die Tochter des CSU-Politikers und ehemaligen Staatssekretärs Alfons Zeller. Von 1996 bis 2002 studierte sie Rechtswissenschaften in Augsburg und Bayreuth. Es folgte ein zweijähriges Referendariat in Nürnberg. Erste berufliche Stationen waren der Sparkassenverband Bayern sowie von 2005 bis 2009 die Industrie- und Handelskammer Schwaben.
Im April 2009 wechselte Eva Weber ins Wirtschaftsreferat der Stadt Augsburg als Wirtschaftskoordinatorin und Referatsjuristin. Als der damalige Wirtschaftsreferent im August 2010 erkrankte, wurde sie zunächst Leiterin des Wirtschaftsreferats. Im Juli 2011 wurde sie schließlich zu dessen Nachfolgerin als berufsmäßige Stadträtin und Wirtschaftsreferentin ernannt.
Weber ist verheiratet und lebt in der Augsburger Innenstadt.

## Politik
Bei den Kommunalwahlen am 16. März 2014 trat Eva Weber erstmals auf der Liste der CSU auf Listenplatz 4 an. Mit 41.710 Stimmen erreichte sie das zweitbeste Ergebnis auf der CSU-Liste und das drittbeste Ergebnis aller 588 Kandidaten – hinter dem amtierenden Oberbürgermeister Kurt Gribl (65.840) und dem SPD-Spitzenkandidaten Stefan Kiefer (44.656).
In der Stadtratsperiode ab Mai 2014 bekleidet Weber den Doppelposten als Wirtschafts- und Finanzreferentin. Diese beiden Aufgaben wurden vorher in zwei getrennten Referaten geführt. Außerdem wurde sie in der konstituierenden Sitzung am 2. Mai 2014 zur 2. Bürgermeisterin der Stadt Augsburg und damit zur Stellvertreterin von Oberbürgermeister Kurt Gribl gewählt. Dabei setzte sie sich mit 41 zu 17 Stimmen gegen ihren Vorgänger Hermann Weber (CSM, nicht verwandt) durch.
Am 27. Mai 2019 wurde Weber von der Augsburger CSU als Oberbürgermeisterkandidatin für die Kommunalwahlen am 15. März 2020 nominiert. Mit 43,1 zu 18,1 Prozent schaffte sie es mit deutlichem Vorsprung in die Stichwahl. Diese gewann sie am 29. März 2020 mit 62,3 Prozent gegen ihren Herausforderer von der SPD, Dirk Wurm (37,7 Prozent). Damit ist Eva Weber seit 1. Mai 2020 neue Oberbürgermeisterin von Augsburg.
Am 15. Juli 2020 wurde Weber zum Vorstandsmitglied des Bayerischen Städtetags gewählt. Sie war Mitglied der 17. Bundesversammlung.

## Trivia
- In die Amtszeit Eva Webers fiel das für 4 Jahre bestehende Augsburger Klimacamp, das als Dauerversammlung seine Zelte direkt neben dem Rathaus aufgestellt hatte und von Eva Weber abgelehnt wurde.[10]

- Die Augsburger Band "handstand besoffen" thematisiert Eva Weber in ihrem Song "Schwesta Webba", veröffentlicht als Musikvideo im Februar 2025.[11][12]

- Eva Weber trägt in der Augsburger Stadtverwaltung als offenes Geheimnis den Spitznamen „Heilige Eva“.[13]